# Compsosuchus solus
Il compsosuco (Compsosuchus solus) è un dinosauro carnivoro appartenente ai teropodi. Visse nel Cretaceo superiore (Maastrichtiano, circa 70 milioni di anni fa) e i suoi resti fossili sono stati ritrovati in India. L'identità è dubbia.

## Classificazione
Questo dinosauro è conosciuto solo per alcune vertebre cervicali, ritrovate nella formazione Lameta dell'India centrale e descritte da Huene e Matley nel 1933. I fossili furono attribuiti inizialmente a un dinosauro carnivoro simile a Megalosaurus o Allosaurus; con la scoperta di alcune forme di dinosauri carnivori dalle caratteristiche insolite, tipici del Cretaceo superiore del Gondwana (gli abelisauridi), alcuni studiosi riconsiderarono i fossili di Compsosuchus. Il complesso atlante-asse, in particolare, è molto simile a quello di altri abelisauridi, ed è virtualmente indistinguibile da un'identica struttura ascritta al genere Indosaurus (Chatterjee e Rudra, 1996). In ogni caso, attualmente Compsosuchus è ritenuto un abelisauride indeterminato, conosciuto per resti troppo frammentari per poter essere un genere diagnostico (Novas et al., 2004). Come tutti gli abelisauri, Compsosuchus doveva essere un carnivoro bipede dalla corporatura relativamente possente, dotato di lunghe zampe posteriori, zampe anteriori atrofizzate e un alto cranio con denti compressi lateralmente e seghettati. 